# Eleonora av Bretagne
Eleonora av Bretagne, född sannolikt 1182/84, död 1241, känd som Eleanor, Fair Maid of Brittany ('Eleonora, Den fagra jungfrun från Bretagne'), eller som Bretagnes Pärla och Skönheten från Bretagne, var en bretonsk och engelsk tronföljare. 
Hon var dotter till Constance av Bretagne och prins Geoffrey Plantagenet av England. Hon var tronarvinge till Bretagne efter sin bror Artur I av Bretagne, och till England efter sin farbror Rickard I av England. På grund av sina arvsrättigheter sattes hon i husarrest som statsfånge av kung Johan I av England 1202, och kvarblev i fångenskap i resten av sitt liv, även om hon alltid behandlades hedervärt som en prinsessa.
År 1268 beordrade Henrik III Amesbury att hedra Artur och Eleanora tillsammans med alla kungar och drottningar.